# Epoch-sha

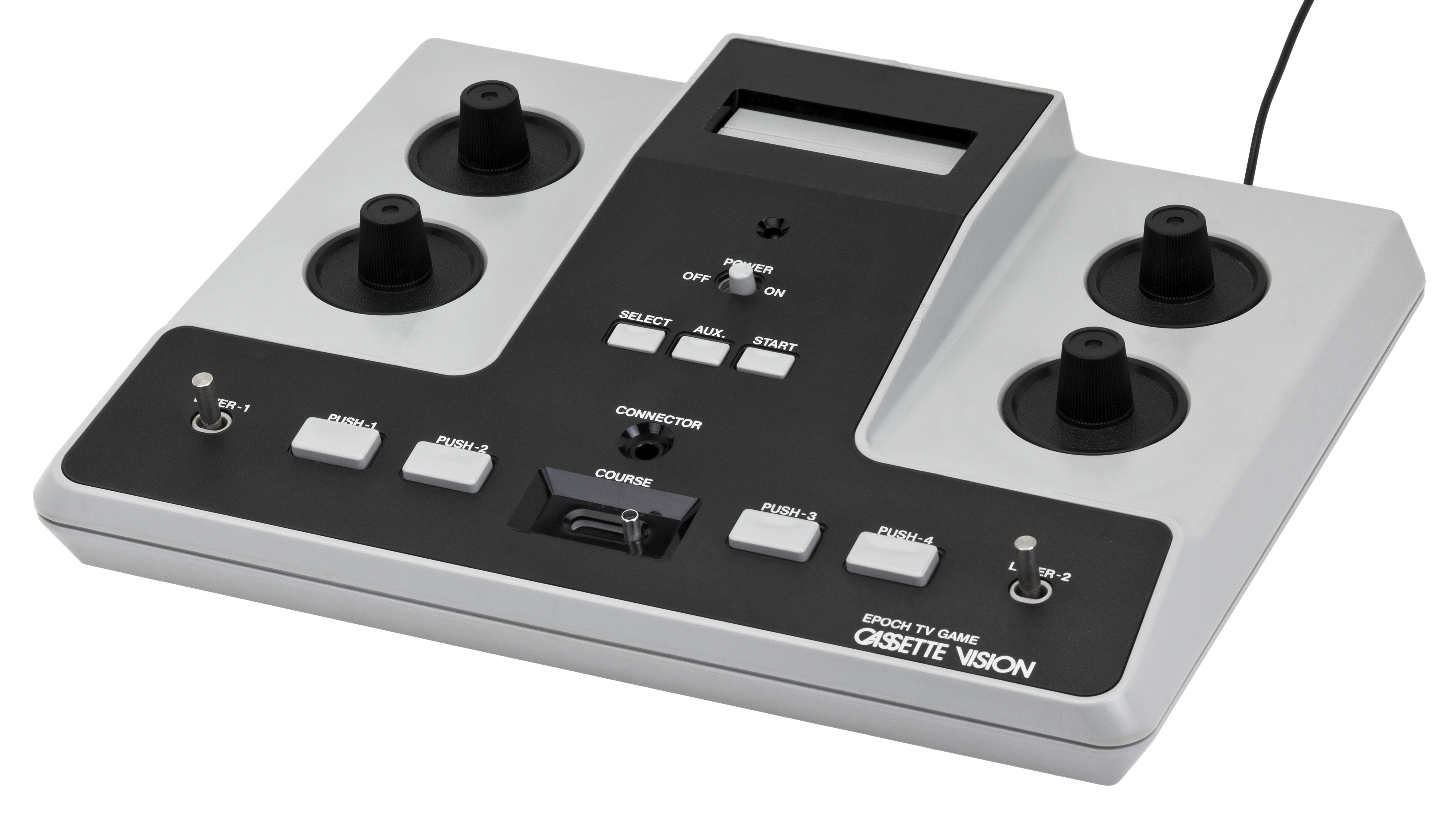
Epoch Cassette Vision (Spielkonsole)

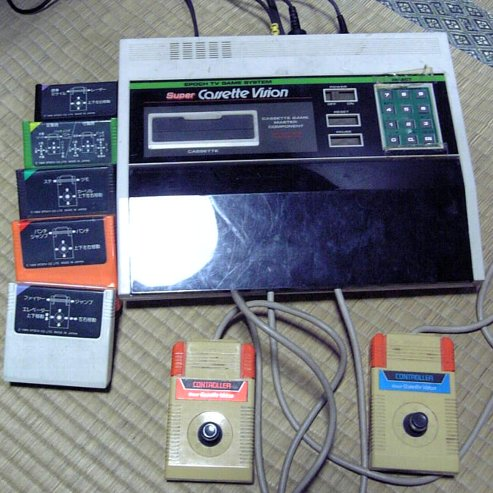
Super Cassette Vision (Spielkonsole)

Die K.K. Epoch-sha (jap. 株式会社エポック社, Kabushiki-gaisha Epokku-sha, engl. Epoch Co., Ltd.) ist ein japanischer Hersteller von Spielzeug, Spielkonsolen und Videospielen, welcher am 6. Mai 1958 von Taketora Maeda und drei weiteren Personen in Tokio gegründet wurde. In Deutschland wurden einige LCD-Spiele von Epoch-sha von Gama-Mangold unter der Marke GAMAtronic vertrieben.
Mit dem TV Tennis Electrotennis veröffentlichte Epoch-sha am 12. September 1975 die erste Spielkonsole in Japan.

## Produkte (Auswahl)

### Spielkonsolen
- TV Tennis Electrotennis (12. September 1975)
- Epoch TV Game System 10 (1977)
- Epoch TV Baseball (1978)
- Epoch Cassette TV Game (1979)
- TV Vader (1980)
- Cassette Vision (30. Juli 1981)
- Cassette Vision Jr. (1983)
- Super Cassette Vision (17. Juli 1984)
- Epoch Game Pocket Computer (1984, erste programmierbare Handheld-Konsole)
- Epoch SCV Lady’s Set (1985)
- Barcode Battler (März 1991)

Zudem viele weitere LCD-Spiele.

### Videospiele
- Doraemon (Serie/Franchise)
- Sylvanian Families Stofftiere mit Franchise (Anime, Spiele)
- Gauntlet Legends (lizenziert)
- The Legend of Zelda (lizenziert) für Barcode Battler
- R-Type DX (lizenziert)
- Spider-Man: Lethal Foes

In den 1990er-Jahren wurden zudem Lizenzen an Disney-Spielen erworben.

### Spielzeug
- Sylvanian Families